# Chandurayanahalli, Magadi
Chandurayanahalli là một làng thuộc tehsil Magadi, huyện Ramanagara, bang Karnataka, Ấn Độ.